# Route du Sud 2011
De Route du Sud 2011 werd verreden tussen 16 juni en 19 juni. Het was de 35e editie van deze vierdaagse wielerkoers, die in Frankrijk gehouden wordt. Deze ronde maakte deel uit van de UCI Europe Tour 2011 en behoorde tot de categorie 2.1. In totaal kwamen 92 renners over de eindstreep.

## Etappe-overzicht
| etappe | datum   | start                | finish             | afstand | winnaar           | leider           |
| ------ | ------- | -------------------- | ------------------ | ------- | ----------------- | ---------------- |
| 1e     | 16 juni | Castres              | Samatan            | 203 km  | Stefan van Dijk   | Stefan van Dijk  |
| 2e     | 17 juni | Saint-Gaudens        | Cauterets          | 177 km  | Anthony Charteau  | Anthony Charteau |
| 3e     | 18 juni | Pierrefitte-Nestalas | Bagnères-de-Luchon | 197 km  | Jurgen Van Goolen | Vasil Kiryjenka  |
| 4e     | 19 juni | Izaourt              | Pau                | 143 km  | Luis Ángel Maté   | Vasil Kiryjenka  |

## Etappe-uitslagen

### 1e etappe
| Castres – Samatan (203 km) |                   |                         |          |
| Plaats                     | Naam              | Ploeg                   | Tijd     |
| Winnaar                    | Stefan van Dijk   | Verandas Willems-Accent | 5u17’35” |
| 2                          | Tony Gallopin     | Cofidis                 | z.t.     |
| 3                          | Romain Hardy      | Bretagne-Schuller       | z.t.     |
| 4                          | Mitchell Docker   | Skil-Shimano            | z.t.     |
| 5                          | Stéphane Poulhies | Saur-Sojasun            | z.t.     |

| Tussenstand |                     |                         |          |
| Plaats      | Naam                | Ploeg                   | Tijd     |
| Gele trui   | Stefan van Dijk     | Verandas Willems-Accent | 5u17’25” |
| 2           | Guillaume Bonnafond | AG2R-La Mondiale        | + 0’03”  |
| 3           | Tony Gallopin       | Cofidis                 | + 0’04”  |
| 4           | William Aranzazu    | Miche-Guerciotti        | z.t.     |
| 5           | Gael Malacarne      | Bretagne-Schuller       | 0’05”    |

### 2e etappe
| Saint-Gaudens – Cauterets (177 km) |                  |                    |          |
| Plaats                             | Naam             | Ploeg              | Tijd     |
| Winnaar                            | Anthony Charteau | Team Europcar      | 4u53’19” |
| 2                                  | Vasil Kiryjenka  | Team Movistar      | + 0’05”  |
| 3                                  | Davide Rebellin  | Miche-Guerciotti   | + 0’47”  |
| 4                                  | Sandy Casar      | Française des Jeux | z.t.     |
| 5                                  | Sébastien Joly   | Saur-Sojasun       | z.t.     |

| Tussenstand |                  |                  |           |
| Plaats      | Naam             | Ploeg            | Tijd      |
| Gele trui   | Anthony Charteau | Team Europcar    | 10u10’42” |
| 2           | Vasil Kiryjenka  | Team Movistar    | + 0’08”   |
| 3           | Davide Rebellin  | Miche-Guerciotti | + 0’55”   |
| 4           | Nicolas Bazin    | Big Mat-Auber 93 | + 0’59”   |
| 5           | Sébastien Joly   | Saur-Sojasun     | z.t.      |

### 3e etappe
| Pierrefitte-Nestalas – Bagnères-de-Luchon (197 km) |                   |                         |          |
| Plaats                                             | Naam              | Ploeg                   | Tijd     |
| Winnaar                                            | Jurgen Van Goolen | Verandas Willems-Accent | 5u40’04” |
| 2                                                  | Peter Kennaugh    | Team Sky                | + 1’36”  |
| 3                                                  | Davide Rebellin   | Miche-Guerciotti        | z.t.     |
| 4                                                  | Sébastien Joly    | Saur-Sojasun            | z.t.     |
| 5                                                  | Arnold Jeannesson | Française des Jeux      | z.t.     |

| Tussenstand |                 |                         |           |
| Plaats      | Naam            | Ploeg                   | Tijd      |
| Gele trui   | Vasil Kiryjenka | Team Movistar           | 15u52’30” |
| 2           | Davide Rebellin | Miche-Guerciotti        | + 0’43”   |
| 3           | Peter Kennaugh  | Team Sky                | + 0’45”   |
| 4           | Sébastien Joly  | Saur-Sojasun            | + 0’51”   |
| 5           | Thomas Degand   | Verandas Willems-Accent | z.t.      |

### 4e etappe
| Izaourt – Pau (143 km) |                 |                        |          |
| Plaats                 | Naam            | Ploeg                  | Tijd     |
| Winnaar                | Luis Ángel Maté | Cofidis                | 3u19’39” |
| 2                      | Simon Geschke   | Skil-Shimano           | z.t.     |
| 3                      | Steve Houanard  | AG2R-La Mondiale       | z.t.     |
| 4                      | Kévin Reza      | Team Europcar          | z.t.     |
| 5                      | Javier Ramirez  | Andalucía-Caja Granada | z.t.     |

## Eindklassement
| Plaats      | Naam             | Ploeg                    | Tijd      |
| ----------- | ---------------- | ------------------------ | --------- |
| Oranje trui | Vasil Kiryjenka  | Team Movistar            | 19u12'36" |
| 2           | Davide Rebellin  | Miche-Guerciotti         | + 40"     |
| 3           | Peter Kennaugh   | Team Sky                 | + 43"     |
| 4           | José Herrada     | Caja Rural               | + 50"     |
| 5           | Sandy Casar      | Française des Jeux       | z.t.      |
| 6           | Sébastien Joly   | Saur-Sojasun             | + 51"     |
| 7           | Thomas Degand    | Veranda's Willems-Accent | z.t.      |
| 8           | Maxime Mederel   | Big Mat-Auber 93         | z.t.      |
| 9           | Jean-Marc Marino | Saur-Sojasun             | z.t.      |
| 10          | Anthony Charteau | Team Europcar            | + 01' 01" |

1977 · 1978 · 1979 · 1980 · 1981 · 1982 · 1983 · 1984 · 1985 · 1986 · 1987 · 1988 · 1989 · 1990 · 1991 · 1992 · 1993 · 1994 · 1995 · 1996 · 1997 · 1998 · 1999 · 2000 · 2001 · 2002 · 2003 · 2004 · 2005 · 2006 · 2007 · 2008 · 2009 · 2010 · 2011 · 2012 · 2013 · 2014 · 2015 · 2016 · 2017 · 2018 · 2019 · 2020 · 2021 · 2022 · 2023 · 2024